# Kim Dittrich
Kim Dittrich, ook bekend onder haar artiestennaam Khalida, is een Belgische buikdanseres.

## Levensloop
In december 2007 werd ze in het Duitse Duisburg wereldkampioene buikdansen.